# Landtagswahlkreis Dortmund IV – Lünen
Der Landtagswahlkreis Dortmund IV – Lünen war ein Landtagswahlkreis der Stadt Dortmund in Nordrhein-Westfalen, der von 1947 bis 1975 bestand. Er umfasste im Dortmunder Norden zu großen Teilen den heutigen Stadtbezirk Eving und die kreisfreie Stadt Lünen. Die Wahlkreisnummer wechselte in den Jahren: Nr. 109 (1947–1962), Nr. 112 (1966–1975).
Zur Landtagswahl 1980 wurde als Folge der 2. Phase der Gebietsreform NRW die ehemals kreisfreie Stadt Lünen Teil des neugebildeten Kreises Unna und dort dem Landtagswahlkreis Unna II zugeordnet. Die Dortmunder Wahlbezirke des „alten“ Landtagswahlkreises Dortmund IV – Lünen wechselten zum Landtagswahlkreis Dortmund III. Der „neue“ Landtagswahlkreis Dortmund IV wurde aus den Dortmunder Stadtbezirken Scharnhorst und Brackel gebildet.

## Wahlergebnisse im Landtagswahlkreis Dortmund IV – Lünen
| Wahljahr | SPD  | CDU  | F.D.P. | Zentrum | KPD/ DKP(1) | NPD | Andere |
| 1947     | 41,2 | 28,5 | 4,3    | 2,0     | 24,0        | --- | 0,0    |
| 1950     | 48,3 | 29,3 | 8,7    | 0,9     | 8,8         | --- | 4,0    |
| 1954     | 50,1 | 31,8 | 6,8    | ---     | 6,6         | --- | 4,7    |
| 1958     | 57,1 | 36,8 | 4,4    | 0,3     | ---         | --- | 1,4    |
| 1962     | 59,1 | 33,3 | 4,2    | 0,3     | ---         | --- | 3,1    |
| 1966     | 64,3 | 30,5 | 4,4    | ---     | ---         | --- | 0,8    |
| 1970     | 61,9 | 32,4 | 3,3    | ---     | 1,3         | 1,0 | 0,1    |
| 1975     | 61,9 | 32,1 | 4,8    | ---     | 0,5         | 0,4 | 0,3    |

(1) ab 1970 – DKP

## Direkt gewählte Abgeordnete des Landtagswahlkreises Dortmund IV – Lünen
| Wahljahr | gewählt            | Partei | Anmerkungen |
| 1947     | Hermann Schmälzger | SPD    | --- |
| 1950     | Konrad Czapiewski  | SPD    | Czapiewski wechselte – während der Legislaturperiode – am 26. September 1951 zur FDP, behielt aber sein Landtagsmandat. Über die Landesliste der FDP zog er 1954 und 1958 in den Landtag. Im August 1962 rückte er für einen ausgeschiedenen Abgeordneten in den Landtag nach. |
| 1954     | Paul Stenzel       | SPD    | --- |
| 1958     | Paul Stenzel       | SPD    | --- |
| 1962     | Kurt Denkert       | SPD    | --- |
| 1966     | Kurt Denkert       | SPD    | --- |
| 1970     | Werner Figgen      | SPD    | --- |
| 1975     | Kurt Denkert       | SPD    | Denkert gewann 1980 das Direktmandat im Landtagswahlkreis Unna II. |